# Alharite ibne Sima Axarabi
Alharite ibne Sima Axarabi (em árabe: الحارث بن سيما الشرابي‎‎; romaniz.: al-Harith ibn Sima ax-Xarabi; m. 870) foi o governador de Pérsis para o Califado Abássida de 869 até sua morte.

## Vida
A nomeação de Alharite para Pérsis ocorreu no rescaldo da entrada forçada do emir safárida Iacube ibne Alaite em Xiraz, a capital provincial. A partida subsequente de Iacube de Pérsis permitiu ao governo califal brevemente restabelecer sua autoridade sobre a província, e Alharite e outros oficiais chegaram para tomar controle dos assuntos locais. O governo de Alharite foi breve. Ele foi logo desafiado por um carijita local, Maomé ibne Uacil. Os exércitos se enfrentaram em combate e Alharite foi morto; Maomé então tomou controle de Pérsis.